# Chinchero
Chinchero es una localidad peruana capital del distrito homónimo ubicado en la provincia de Urubamba en el departamento del Cuzco. Es cuna del prócer de la independencia peruana, Mateo Pumacahua, quien participó al lado de los hermanos Angulo en la Rebelión del Cuzco de 1814.
Tenía una población de 3765 hab. según el censo de 2017. Está ubicada a unos 30 km de la ciudad del Cuzco a 3754 m s. n. m.
La zona monumental de Chinchero fue declarada patrimonio histórico del Perú el 28 de diciembre de 1972 mediante el R.S.N° 2900-72-ED
y Parque Arqueológico con la Resolución Directoral Nacional N.º 515 del año 2005.
El parque arqueológico de Chinchero tiene una extensión de 34,800 ha. Chinchero fue ocupada antes del Imperio inca. Durante el Tahuantinsuyo, el inca Túpac Yupanqui planificó la construcción de palacios para la élite. Actualmente se pueden observar los restos del palacio sobre los cuales se alza la iglesia colonial.

## Lugares de interés
- Conjunto arqueológico de Chinchero.[6]
- Templo colonial de Chinchero.[7]
- Museo de Sitio de Chinchero.[8]
- Laguna de Huaypo.[9]
- Laguna de Piuray.[10]

## Galería

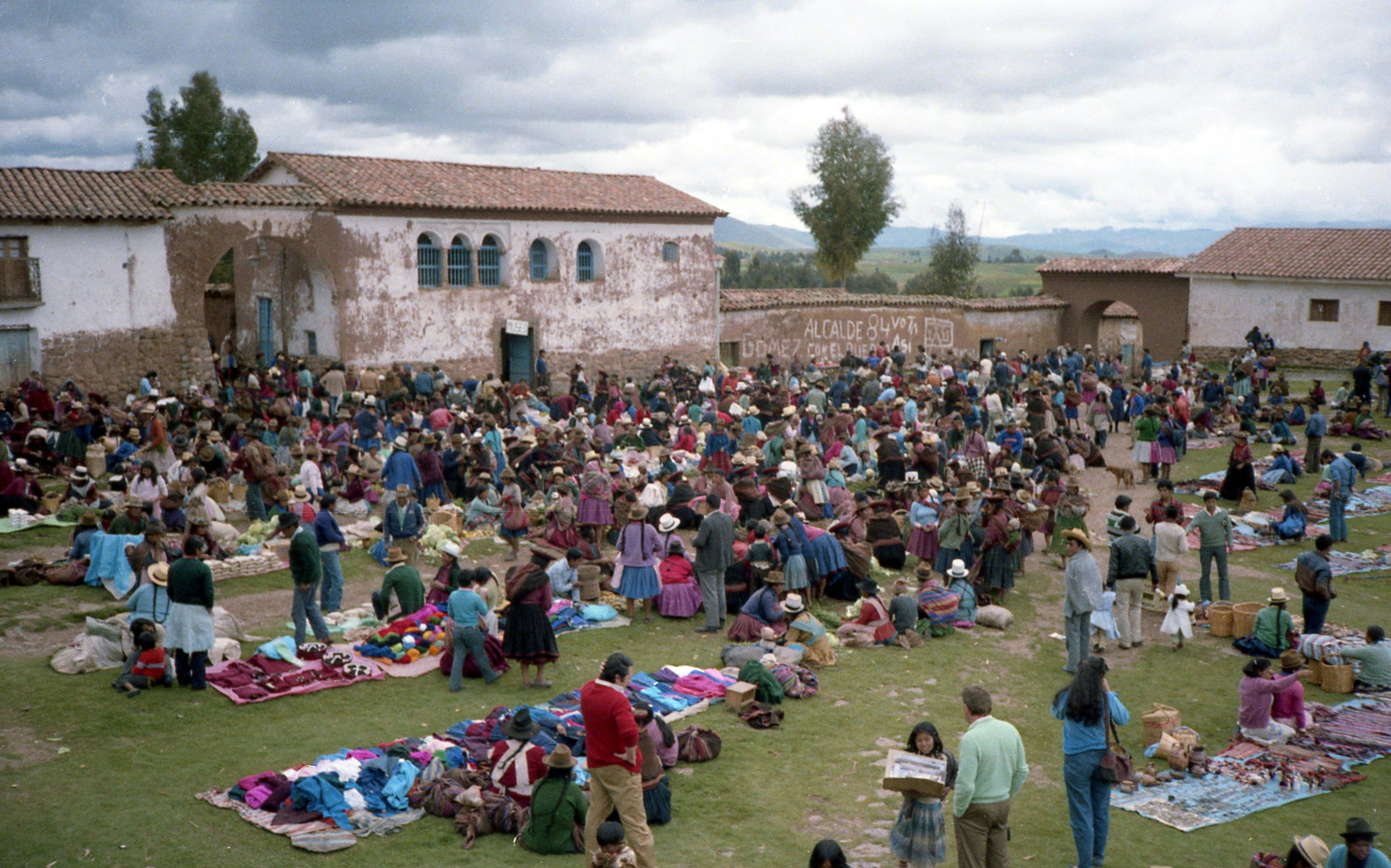
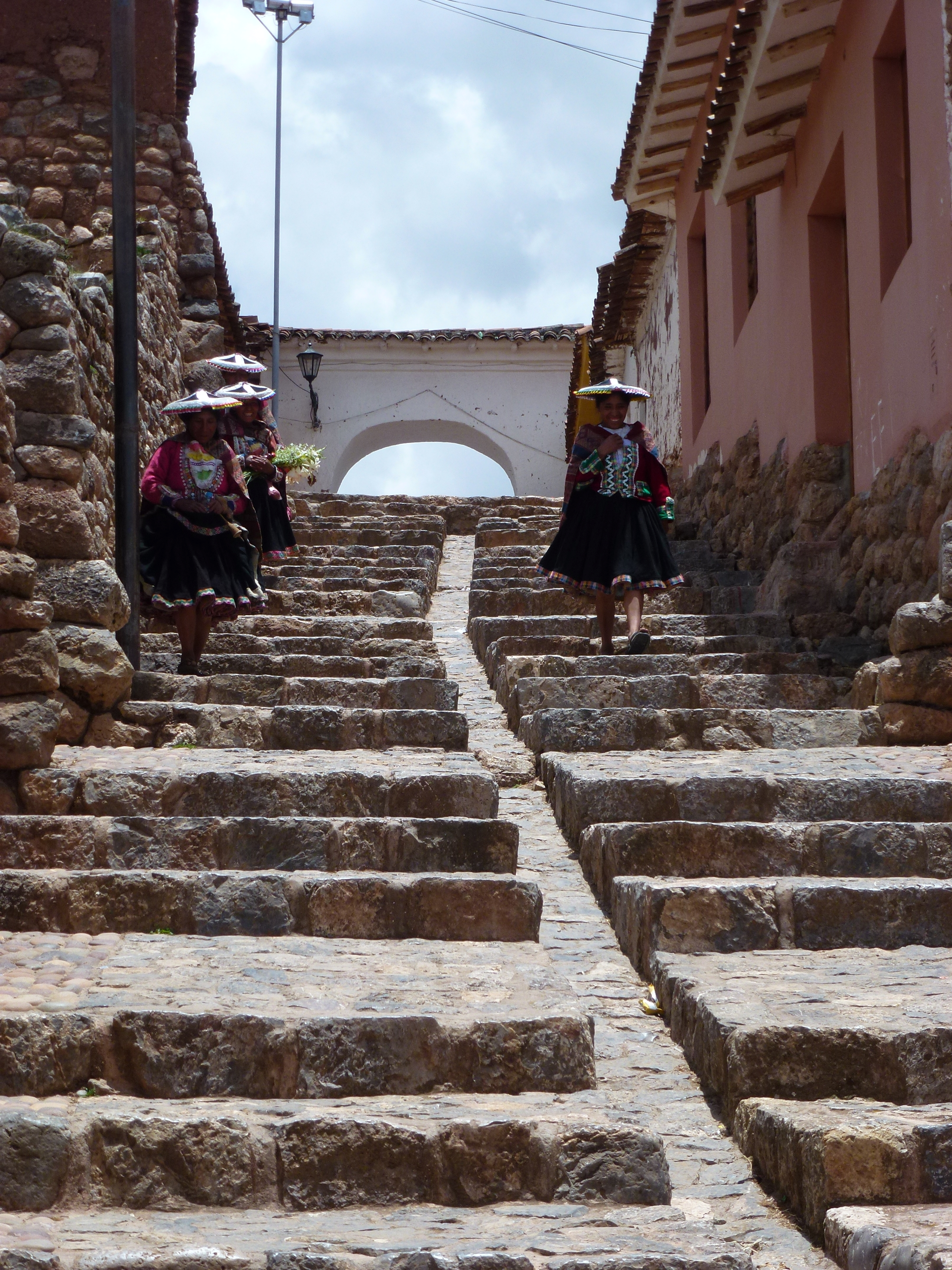
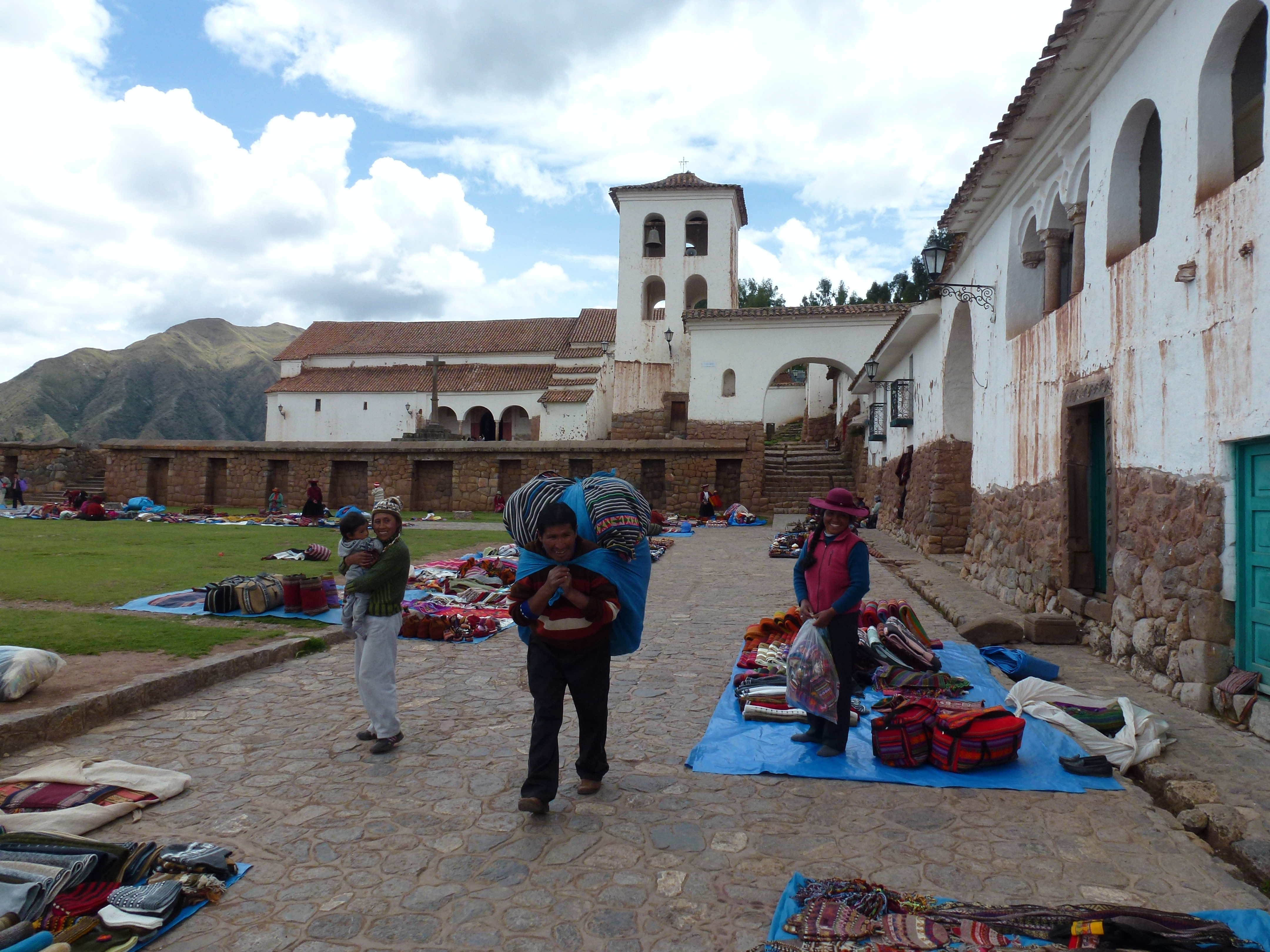
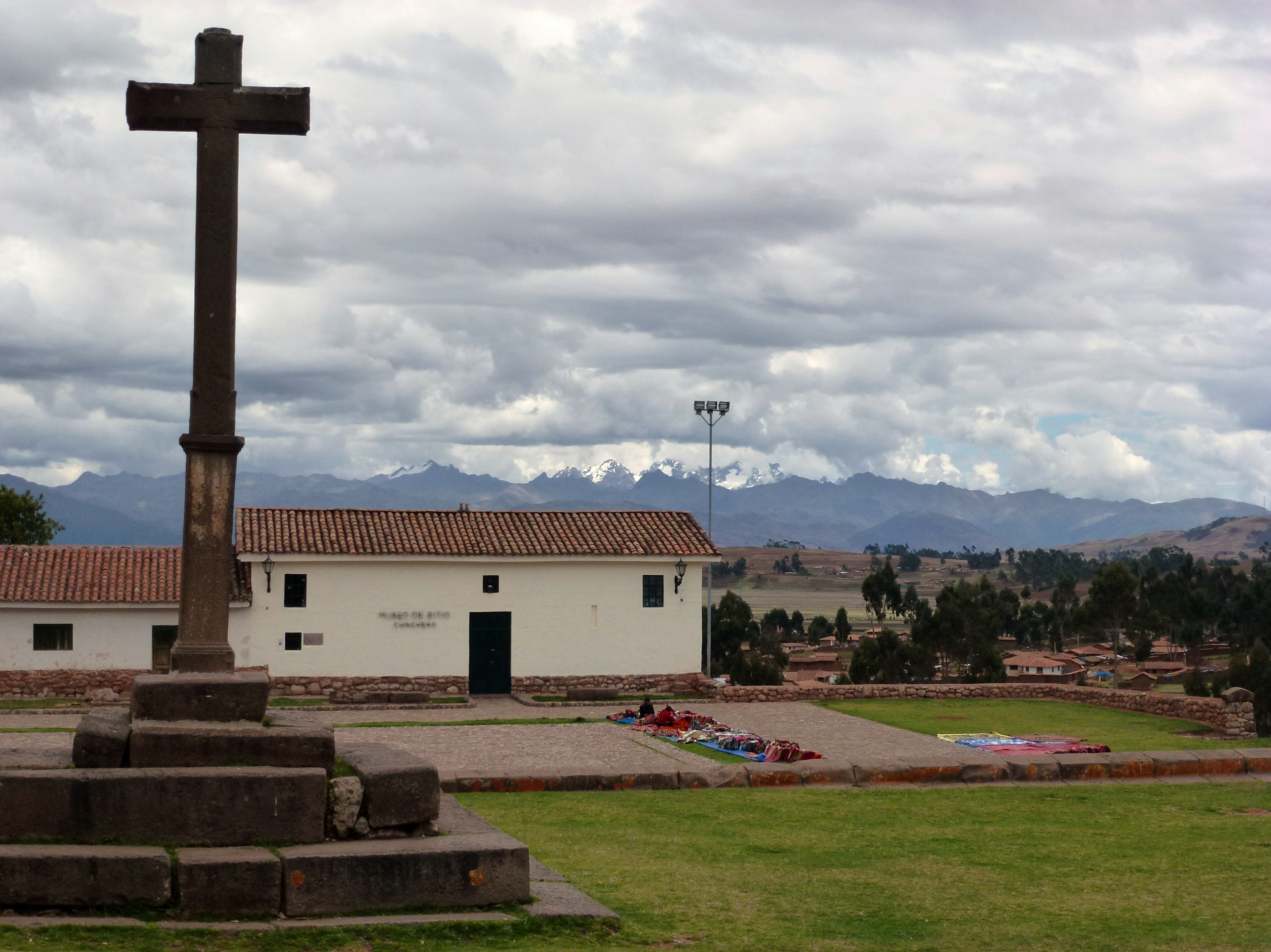
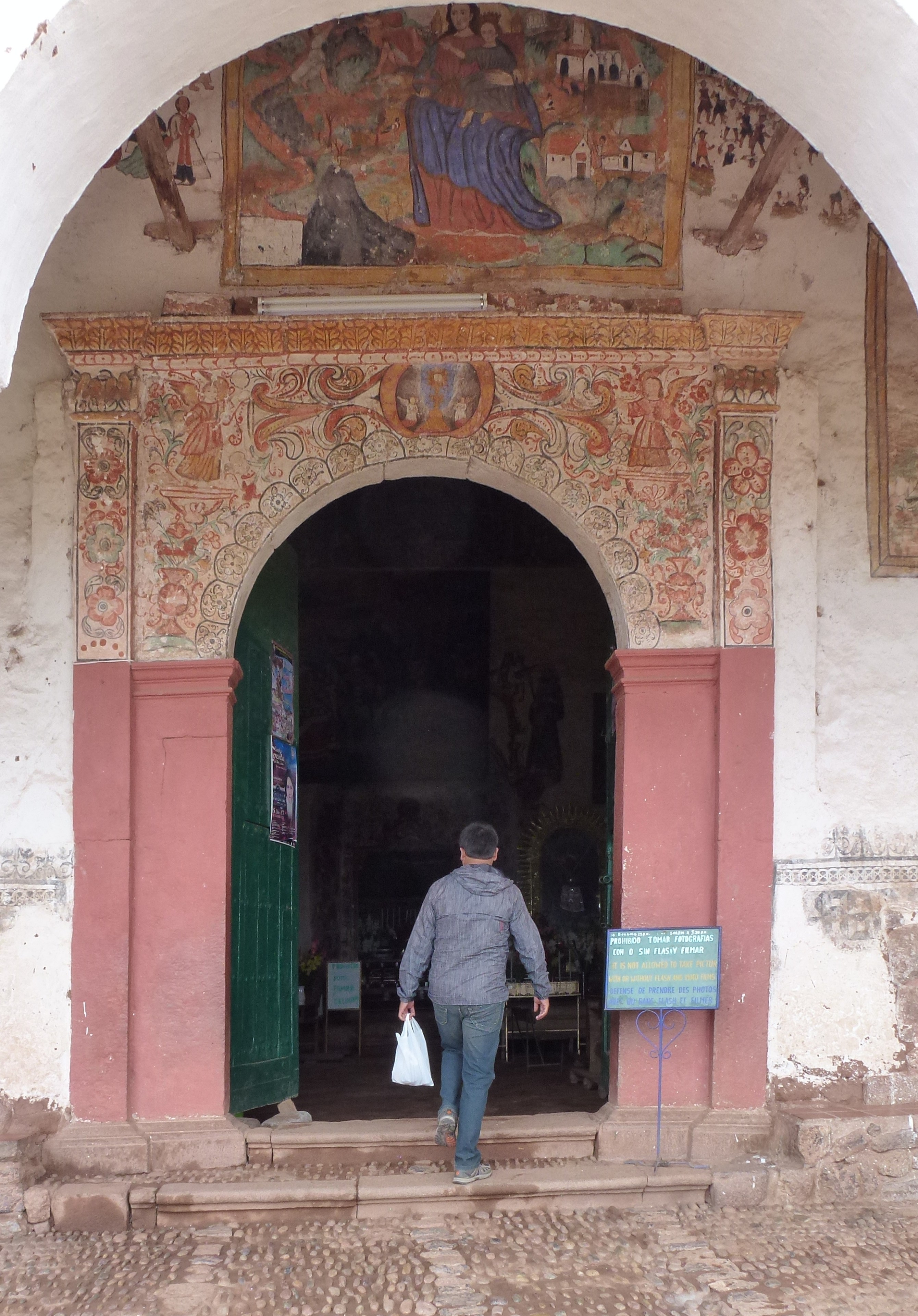

## Cultura
- Feria de Chinchero.[11]

## Clima
| Parámetros climáticos promedio de Chinchero | Parámetros climáticos promedio de Chinchero | Parámetros climáticos promedio de Chinchero | Parámetros climáticos promedio de Chinchero | Parámetros climáticos promedio de Chinchero | Parámetros climáticos promedio de Chinchero | Parámetros climáticos promedio de Chinchero | Parámetros climáticos promedio de Chinchero | Parámetros climáticos promedio de Chinchero | Parámetros climáticos promedio de Chinchero | Parámetros climáticos promedio de Chinchero | Parámetros climáticos promedio de Chinchero | Parámetros climáticos promedio de Chinchero | Parámetros climáticos promedio de Chinchero |
| Mes                                         | Ene.                                        | Feb.                                        | Mar.                                        | Abr.                                        | May.                                        | Jun.                                        | Jul.                                        | Ago.                                        | Sep.                                        | Oct.                                        | Nov.                                        | Dic.                                        | Anual                                       |
| ------------------------------------------- | ------------------------------------------- | ------------------------------------------- | ------------------------------------------- | ------------------------------------------- | ------------------------------------------- | ------------------------------------------- | ------------------------------------------- | ------------------------------------------- | ------------------------------------------- | ------------------------------------------- | ------------------------------------------- | ------------------------------------------- | ------------------------------------------- |
| Temp. media (°C)                            | 10.2                                        | 10.1                                        | 10.1                                        | 9.8                                         | 8.6                                         | 7.2                                         | 7                                           | 8                                           | 9.5                                         | 10.6                                        | 10.6                                        | 10.5                                        | 9.4                                         |
| Temp. mín. media (°C)                       | 3.8                                         | 4                                           | 3.8                                         | 2.4                                         | 0                                           | -2.6                                        | -2.7                                        | -1.7                                        | 1.2                                         | 2.4                                         | 2.8                                         | 3.7                                         | 1.4                                         |
| Fuente: climate-data.org                    |                                             |                                             |                                             |                                             |                                             |                                             |                                             |                                             |                                             |                                             |                                             |                                             |                                             |